# Nhiễm độc lithi
Nhiễm độc lithi, còn được gọi là quá liều lithi, là tình trạng cơ thể có quá nhiều lithi. Các triệu chứng có thể bao gồm run rẩy, tăng phản xạ, đi lại khó khăn, các vấn đề về thận và trạng thái ý thức thay đổi.  Một số triệu chứng có thể kéo dài một năm sau khi trạng thái ý thức trở lại bình thường.  Biến chứng có thể bao gồm hội chứng serotonin.
Nhiễm độc lithi có thể xảy ra do ăn quá nhiều và giảm bài tiết.  Ăn uống quá mức có thể là một nỗ lực tự sát hoặc vô tình. Giảm bài tiết có thể xảy ra do mất nước như nôn mửa hoặc tiêu chảy, chế độ ăn ít natri hoặc do các vấn đề về thận.  Chẩn đoán thường dựa trên các triệu chứng và được hỗ trợ bằng việc nồng độ lithi lớn hơn 1,2 mEq/L.
Rửa dạ dày và rửa toàn bộ ruột có thể hữu ích nếu được thực hiện sớm. Sử dụng than hoạt tính tỏ ra không hiệu quả.  Khi bị nhiễm độc nặng thì bác sĩ khuyến khích chạy thận nhân tạo.  Nguy cơ tử vong nói chung là thấp. Các bệnh nhân có độc tính cấp tính thường có kết quả tốt hơn các bệnh nhân có độc tính mãn tính. Ở Hoa Kỳ, khoảng 5.000 trường hợp được báo cáo tại các trung tâm kiểm soát chất độc mỗi năm. Độc tính của lithi được mô tả lần đầu tiên vào năm 1898.

## Dấu hiệu và triệu chứng
Các triệu chứng ngộ độc lithi có thể nhẹ, trung bình hoặc nặng.
Các triệu chứng nhẹ bao gồm buồn nôn, cảm thấy mệt mỏi và run rẩy và xảy ra ở nồng độ lithi từ 1,5 đến 2,5 mEq / L. Các triệu chứng vừa phải bao gồm nhầm lẫn, tăng nhịp tim, cơ bắp và trương lực thấp và xảy ra ở nồng độ lithi từ 2,5 đến 3,5 mEq/L.  Các triệu chứng nghiêm trọng bao gồm hôn mê, co giật, huyết áp thấp và tăng nhiệt độ cơ thể xảy ra ở nồng độ lithium lớn hơn 3,5 mEq/L.  Khi dùng quá liều lithi tạo ra thiếu hụt phản ứng thần kinh hoặc nhiễm độc tim, các triệu chứng này được coi là nghiêm trọng và có thể gây tử vong.